# EP FM Campinas
EP FM Campinas é uma emissora de rádio brasileira sediada em Campinas, cidade do estado de São Paulo. Opera no dial FM estendido, na frequência de 84,9 MHz.

## História
A emissora utiliza a concessão originalmente feita em AM 1390 kHz, que transmitiu várias rádios ao longo dos anos, dentre elas: Nova Rádio Brasil, Rádio Publicidade e Cultura, Rádio Cultura, Rádio Cultura JB, CBN Campinas e Rádio Globo Campinas.
Em 22 de dezembro de 2022, é anunciado que o Grupo EP, responsável pelas afiliadas da CBN em São Carlos, Araraquara e Ribeirão Preto, efetuou a compra da CBN Campinas e passou a ter o uso das concessões em FM e AM. Com a aquisição, o grupo passou a ter uma afiliada da CBN em toda a sua área de atuação no interior paulista.
No dia 31 de janeiro de 2023, o Grupo EP comunicou que as afiliadas da CBN em Araraquara e São Carlos iriam dar lugar à EP FM, rede de rádios própria com programação regional que substitui o formato all news pelo "infotenimento", com uma grade baseada em música, notícias, esportes, variedades e cultura. À meia-noite do dia 1.º de fevereiro, as emissoras encerraram sua afiliação com a CBN, substituindo-a por uma programação de expectativa para o novo formato, que cuja estreia estava prevista para 8 de fevereiro.
Nesse mesmo ano, após um período fora do ar no AM 1390, a frequência anteriormente utilizada pela CBN Campinas retornou ao ar em fevereiro até que a emissora migrasse para o FM, cuja autorização foi recebida no mês de maio para a frequência FM 84,9 MHz. Em agosto, a emissora migrou para a nova faixa em expectativa para EP FM, com a estreia acontecendo no dia 2 de outubro e a CBN continuando apenas na frequência FM 99,1; na semana do aniversário de 44 anos de inauguração da EPTV, sendo o terceiro lançamento da marca, que recebeu um novo estúdio no complexo utilizado pela emissora de televisão e pelas rádios do grupo.